# Отношения Ватикана и ДР Конго
Отношения Ватикана и Демократической Республики Конго — двусторонние дипломатические отношения между Ватиканом и Демократической Республикой Конго (ДРК). В последние годы сотрудничество между двумя государствами активизировалось, и из-за большого числа католиков в ДРК президент Жозеф Кабила приложил усилия для поддержания хороших отношений с Ватиканом.

## История
Дипломатические отношения между двумя государствами были установлены в январе 1977 года. Около половины населения ДР Конго являются католиками, являясь крупнейшей религиозной группой в стране, и поэтому считается, что конголезская католическая церковь имеет большое влияние. Она получил поддержку из внешних источников, в первую очередь из Ватикана. Принимая аккредитацию посла Мупенды в апреле 2010 года, папа Римский Бенедикт XVI говорил о конфликте в Киву и надеялся, что война скоро закончится и начнётся процесс национального примирения. Он также рассказал об увеличении отношений между Ватиканом и ДРК.

## Двусторонние соглашения
В мае 2016 года правительства обеих стран подписали соглашение по вопросам, представляющим общий интерес, состоящее из 21 статьи. К ним относятся католические учебные заведения, преподавание религии в школах, благотворительная и благотворительная деятельность церкви, пастырское попечение в Вооружённых силах ДРК, тюрьмах и больницах, а также налог на имущество и получение въездных виз и видов на жительство для религиозных деятелей. Документ также устанавливает правовое положение Католической церкви в гражданской сфере страны и, таким образом, право церкви на апостольскую деятельность и регулирование вопросов в пределах своей компетенции.

## Визиты
26 сентября 2016 года президент ДРК Жозеф Кабила посетил Ватикан и встретился с архиепископом Полем Ричардом Галлахером, секретарём по отношениям с государствами. Они обсудили тесные отношения между ДРК и Ватиканом и роль церкви в жизни большого числа конголезских католиков, а также необходимость мирного урегулирования политических беспорядков, произошедших в стране в связи с всеобщими выборами в Демократической Республике Конго 2017 года.

## Дипломатические представительства
У ДРК есть посольство недалеко от Ватикана, а у Святого Престола есть апостольская нунциатура в Киншасе. В настоящее время с 2010 года послом Конго в Ватикане является Жан-Пьер Хамули Мупенда, а апостольским нунцием Ватикана в ДРК с 2015 года является архиепископ Луис Мариано Монтемайор.